# Oración (canción)
Oración es el título del duodécimo sencillo del grupo español Héroes del Silencio y el único perteneciente al disco Senda '91. La versión de estudio se encuentra en LP de la banda, Senderos de traición. 
También aparece en Tour 2007, Parasiempre, Edición del Milenio y Live in Germany entre otros. 
La canción se caracteriza por expresar la necesidad de pasar a la acción, ya que la oración, considerada beneficiosa y necesaria por los creyentes, no exime de actuar y decidir.

## Lista de canciones
1. «Oración»
2. «Oración» (Directo)

## Maxi Single Promocional
1. «Oración» (Directo)
2. «El Cuadro» (directo)
3. «Hologramas» (directo)